# Моробе
Моробе (англ. Morobe Province) — провинция Папуа — Новой Гвинеи. Административный центр — город Лаэ. Провинция делится на девять районов. В городах основным языком является английский и ток-писин. В других районах распространена смесь немецкого языка и местных наречий. На востоке омывается водами залива Юона.

## Экономика
Основным занятием населения является сбор урожая какао, кофе, копры и сахара, а также тропических фруктов (бананы, кокосы). Начинает развиваться топливно-энергетический комплекс. Слабое развитие инфраструктуры значительно препятствует дальнейшему развитию экономики Моробе.